# Чина широколистная
Чина широколистная (лат. Láthyrus latifolius) — многолетнее травянистое растение рода Чина (Lathyrus) семейства Бобовые (Fabaceae).

## Ботаническое описание
Листопадное, многолетнее травянистое растение с длинными, разветвлёнными подземными побегами. Стебли распростёртые, восходящие или лазающие, вырастают до 0,5-2, редко 3 метров в длину, обычно разветвлены только у основания.
Листья разделены на черешки и листовые пластинки. Черешки длиной от 2 до 5 см и шириной до 12 мм, крылья шириной от 2 до 7 мм, такой же ширины или шире, чем стебель. Листовые пластинки перистые, с парой листочков и разветвлёнными усиками; нижние стеблевые листья имеют только остистые кончики. Листочки от 4 до 9, редко от 3 до 15 см длиной и от 1,5 до 5 см шириной, круглые или короткозаострённые, имеют пять-семь продольных жилок, чётко перисто- и сетчато-жилковые и с шероховатыми краями. Околоцветник длиной от 3 до 6 см, шириной от 2 до 11 мм, длиной не менее половины черешка, широко полуколосовидный.
Рацемозные соцветия содержат от 5 до 15 цветков, стоят строго вертикально и во время цветения в 3,5 раза превышают длину опорных листьев. Цветки сидят на цветоножках длиной от 6 до 9 мм, их прицветники несколько короче цветоножек.
Период цветения в Северном полушарии длится с июня по август. Гермафродитные цветки зигоморфные, пятилепестковые с двойным околоцветником, постоянно слегка асимметричные. Чашечка голая, зубцы чашечки неравной длины: нижние в 1,5-2 раза длиннее трубки чашечки, верхние значительно короче. Венчик длиной 20-30 мм, розово-красный, лодочка зеленоватая. Киль сильно изогнут вверх, закручен.
Бобы от 7 до 11, редко всего 5 см длиной, от 8 до 12 мм шириной, сетчатые, имеют коричневую голую поверхность и содержат от 8 до 15 семян. Семена длиной от 4 до 7 мм, шаровидные или сплюснутые друг к другу. Поверхность бородавчатая, серо-коричневая с чёрными точками.
Число хромосом 2n = 14.

## Распространение и экология
Элемент субсредиземноморской флоры. Его первоначальный ареал охватывает Средиземноморский регион, Балканский полуостров и Украину. Вид был завезён на север и запад до Центральной Европы и встречается в Южной Европе и Северной Африке. В Центральной Европе частично дичает, а в некоторых районах его классифицируют как натурализованный (неофит). В Австрии в естественном ареале встречается в Паннонском регионе, в других местах натурализован, в Германии встречается только как неофит.
Растёт на бедных питательными веществами лугах, среди кустарников, в разреженных лесах и на железнодорожных насыпях. Предпочитает сухие, рыхлые, преимущественно известковые почвы вплоть до высокогорья. В швейцарской Юре вид является характерным видом ассоциации Trifolion medii, а в остальном встречается в основном в сообществах Quercetalia pubescentis.
Гемикриптофит. Подземные столоны используются для вегетативного размножения.
Семена, вероятно, разносятся птицами и млекопитающими эндозоохорным способом.
В Швейцарии значения экологических показателей согласно Ландольту: индекс влажности F = 2+w (свежий умеренно переменный), индекс освещённости L = 4 (яркий), индекс реакции R = 4 (нейтральный до щелочного), индекс температуры T = 4+ (тепло-коллинеарный), индекс питательности N = 3 (умеренно бедный питательными веществами до умеренно богатого питательными веществами), индекс континентальности K = 4 (субконтинентальный).

## Использование
Разновидности Lathyrus latifolius используются как декоративное растение в парках и садах. Его также выращивали в качестве корма для скота.
Вид появился в Центральной Европе во второй половине XVI века. Впервые он был упомянут Пьетро Андреа Маттиоли под названием Clymeneum. Матиас де Лобель назвал растение Lathyrus narbonensis latiore folio, так что, вероятно, он получил его с юга Франции. Иоахим Камерарий упоминает о нём как о популярном декоративном растении уже в 1586 году, а в Англии его выращивают по меньшей мере с 1596 года. Первое упоминание о растении в Германии — иллюстрация в «Hortus Eystettensis» от 1613 года. Каспар Баугин назвал вид Lathyrus latifolius в 1623 году, это название позже принял Карл Линней. Широкое распространение в качестве декоративного растения произошло в XVIII веке. К концу XIX века этот вид уже считался старомодным. В обиходе этот вид часто называют викой, обычно зимней или многолетней.